# Batalla de Eraul
La batalla de Eraul fue un enfrentamiento entre carlistas y liberales el 5 de mayo de 1873, durante la tercera guerra carlista.
En esta batalla aparecieron muchos generales y comandantes huidos al final de la primera guerra carlista, entre ellos los más conocidos fueron: Dorregaray (que lideraba la armada), Ollo, Valdespina, Lizárraga y Radica.
Los 2.000 voluntarios del primer, segundo y tercer batallón de Navarra y el Batallón Azpeitia de Guipúzcoa se enfrentaron y derrotaron a los republicanos.

## La Batalla
Las columnas de los liberales Costa y Castañón, de acuerdo con Navarro habían de empujar a Dorregaray hacia el desfiladero de Eraul. Así habían de quedar encerrados los carlistas entre las tres columnas, estos no creían que las fuerzas carlistas atacarían. Al ver que no se rendían Navarro ordenó un ataque, que sería respondido con varias cargas de bayoneta de Radica, todas infructuosas y finalmente un batallón liberal Navarro y otro Guipuzcoano les cerraría el paso, por suerte, la caballería Carlista acudió en su ayuda y lograron romper el ataque, capturando al propio general Navarro. Tras esto pasearon cañones capturados por los pueblos cercanos.
Tras esta victoria Don Carlos otorgaría a Dorregaray el título de "Marqués de Dorregaray".